# Strażnica WOP Drogoradz
Strażnica WOP Drogoradz – podstawowy pododdział graniczny Wojsk Ochrony Pogranicza pełniący służbę ochronną na granicy polsko-niemieckiej.

## Formowanie i zmiany organizacyjne
Strażnica została sformowana w 1945 w strukturze 14 komendy odcinka jako 69 strażnica WOP (Rammer) o stanie 56 żołnierzy. Kierownictwo strażnicy stanowili: komendant strażnicy, zastępca komendanta do spraw polityczno-wychowawczych i zastępca do spraw zwiadu. Strażnica składała się z dwóch drużyn strzeleckich, drużyny fizylierów, drużyny łączności i gospodarczej. Etat przewidywał także instruktora do tresury psów służbowych oraz instruktora sanitarnego.

## Ochrona granicy
Strażnice sąsiednie
68 strażnica WOP Althangen ⇔ 70 strażnica WOP Warlag

## Dowódcy strażnicy
- ppor. Mieczysław Poluk (był X 1946)[a].
- ppor. Józef Ponichtera (?–1952)
- ppor. Władysław Strzałkowski(1952–?)